# Шуневка
Шуневка (мемориальный комплекс «Проклятие фашизму») — мемориальный комплекс на месте деревни Шуневка в Докшицком районе Витебской области (Беларусь), где 22 мая 1943 года немецкие оккупанты сожгли местных жителей, в том числе стариков, женщин и детей.
Расположен около деревни Добрунь Докшицкого района Витебской области, в 2 км от деревни, около шоссе Бегомль — Докшицы.

## Трагедия
Всего в Докшицком районе в годы Великой Отечественной войны погибло более 20 тысяч человек; было полностью сожжено 97 деревень, три деревни — Шуневка, Азарцы и Золотухи — были сожжены вместе с населением.

## Мемориальный комплекс
Мемориальный комплекс «Проклятие фашизму» на месте деревни Шуневка был открыт 3 июля 1983 года. Основной монумент, расположенный в центре комплекса — бронзовая фигура женщины-матери, в отчаянии, в крике воздевшей к небесам руки в проёме ворот печали. Высота скульптуры 4,75 м. Надпись на монументе:

Як маці, заклінаю і малю, наступных пакаленняў дзеці

сейце бяссмерця зерня ў раллю

праклён вайне, што сее смерць на свеце!

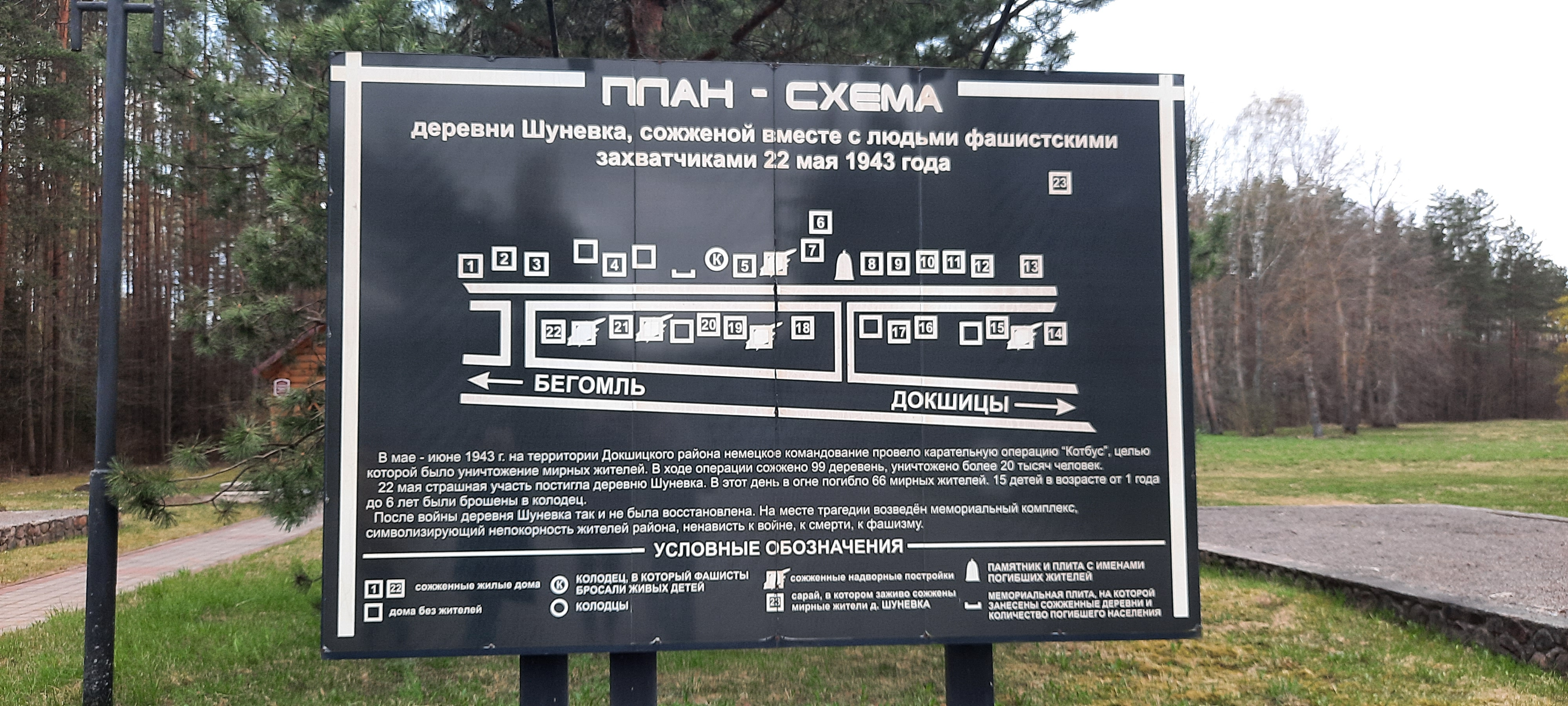
План-схема бывшей деревни

На воротах помещёны три колокола XVIII века, один из которых расколот и не звонит — символ того, что каждый третий житель Докшицкого района погиб в годы Великой Отечественной войны 1941—1945 годов.
В центре комплекса установлена плита с именами погибших жителей. На местах сожжённых домов возведены каменные фундаменты с трёхступенчатым крыльцом и бронзовыми языками пламени, на которых указаны фамилии погибших хозяев домов. Недалеко от центрального монумента, на месте колодца, в который оккупанты бросили маленьких детей и учительницу, сооружён бетонный колодезный сруб. В сруб помещена бронзовая скульптура пробитого и обожжённого воздушного змея с именами погибших детей, как символ оборванной детской жизни. Надпись на плите, установленной на камне рядом со срубом, гласит:

В этот колодец фашистские изверги заживо бросали детей деревни Шунёвка

Установлена вертикальная мемориальная плита с двумя текстами. Текст слева гласит:

Они любили жизнь, но сгорели в пламени войны от рук фашистских палачей. Люди, будьте бдительны, берегите мир!

Текст справа содержит количество погибшего населения и список из 97 деревень, сожжённых в Докшицком районе, включая три невосстановленные деревни — Шуневку, Азарцы и Золотухи, и 94 восстановленных.

## Архитекторы
Среди архитекторов комплекса — Анатолий Аникейчик и Леонид Левин.

## Галерея

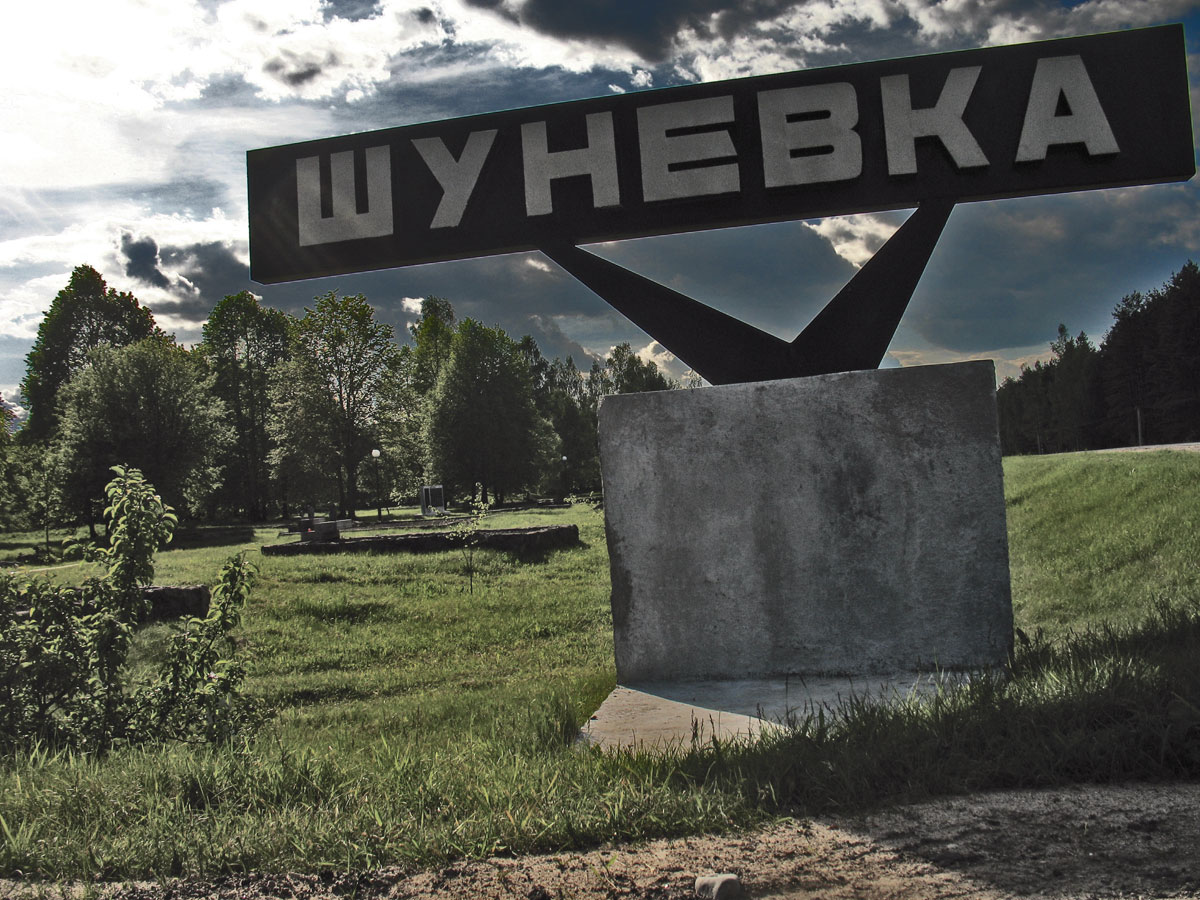
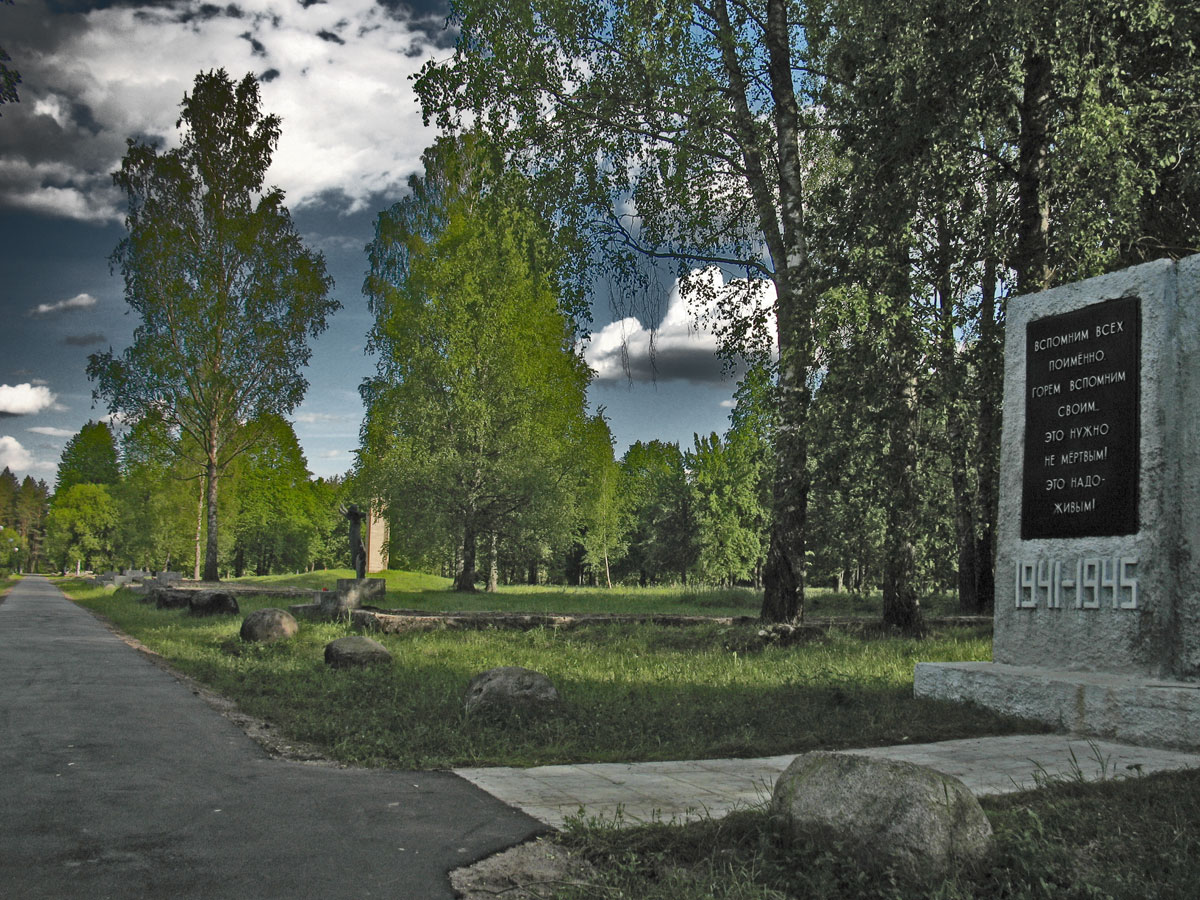
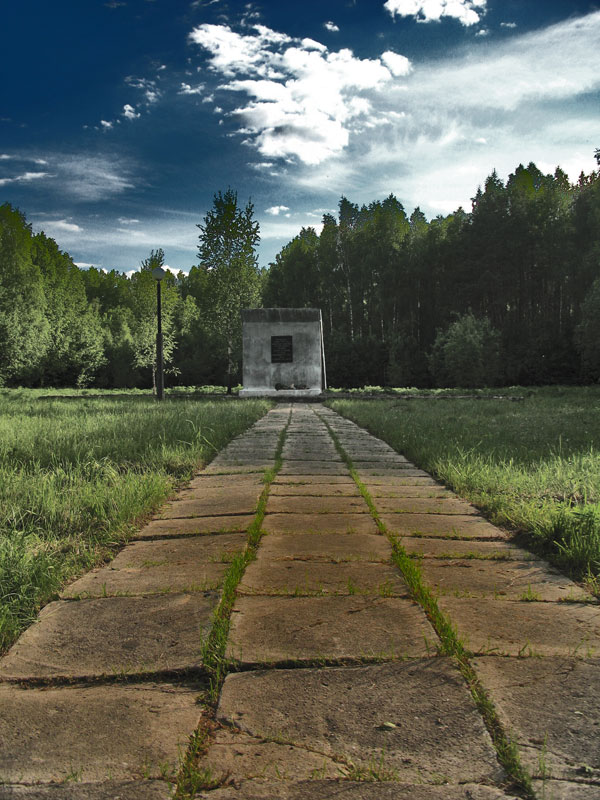
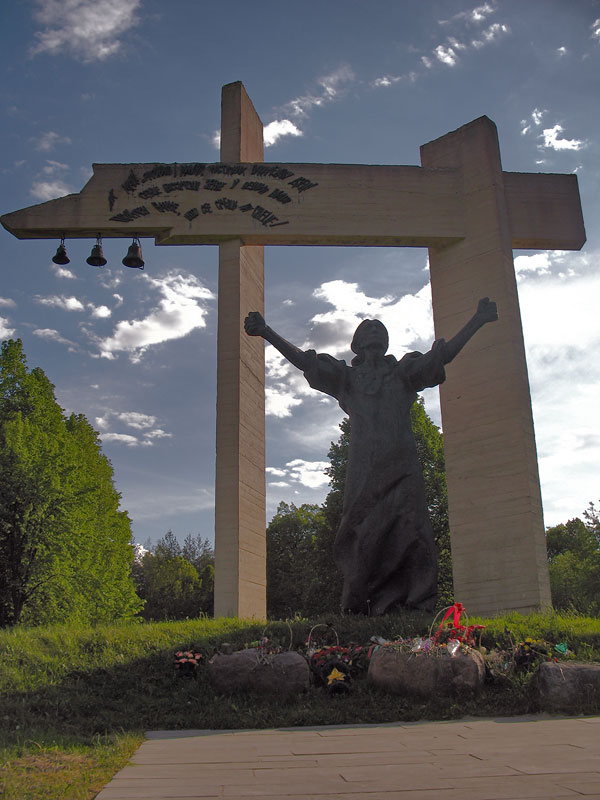
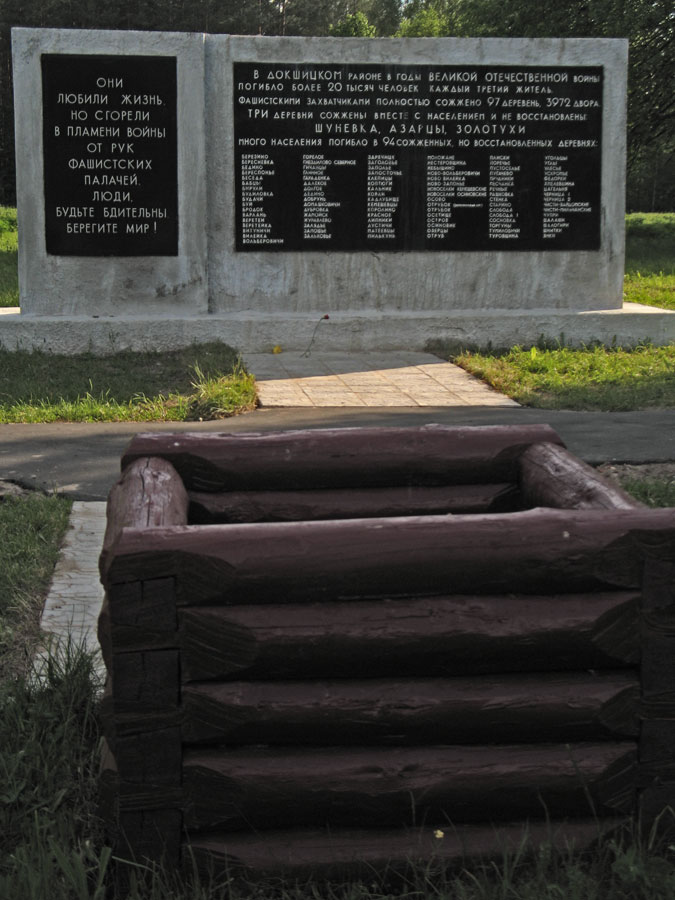
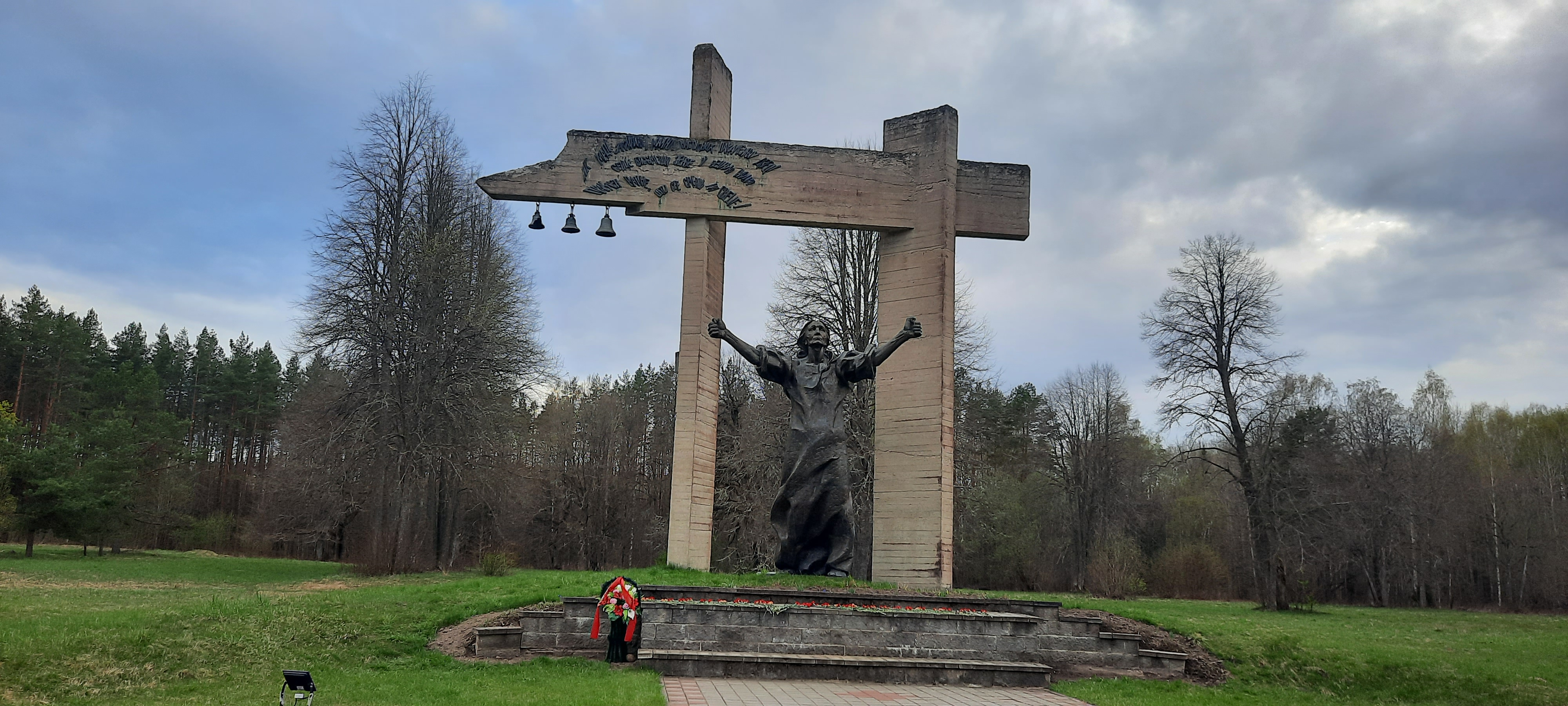
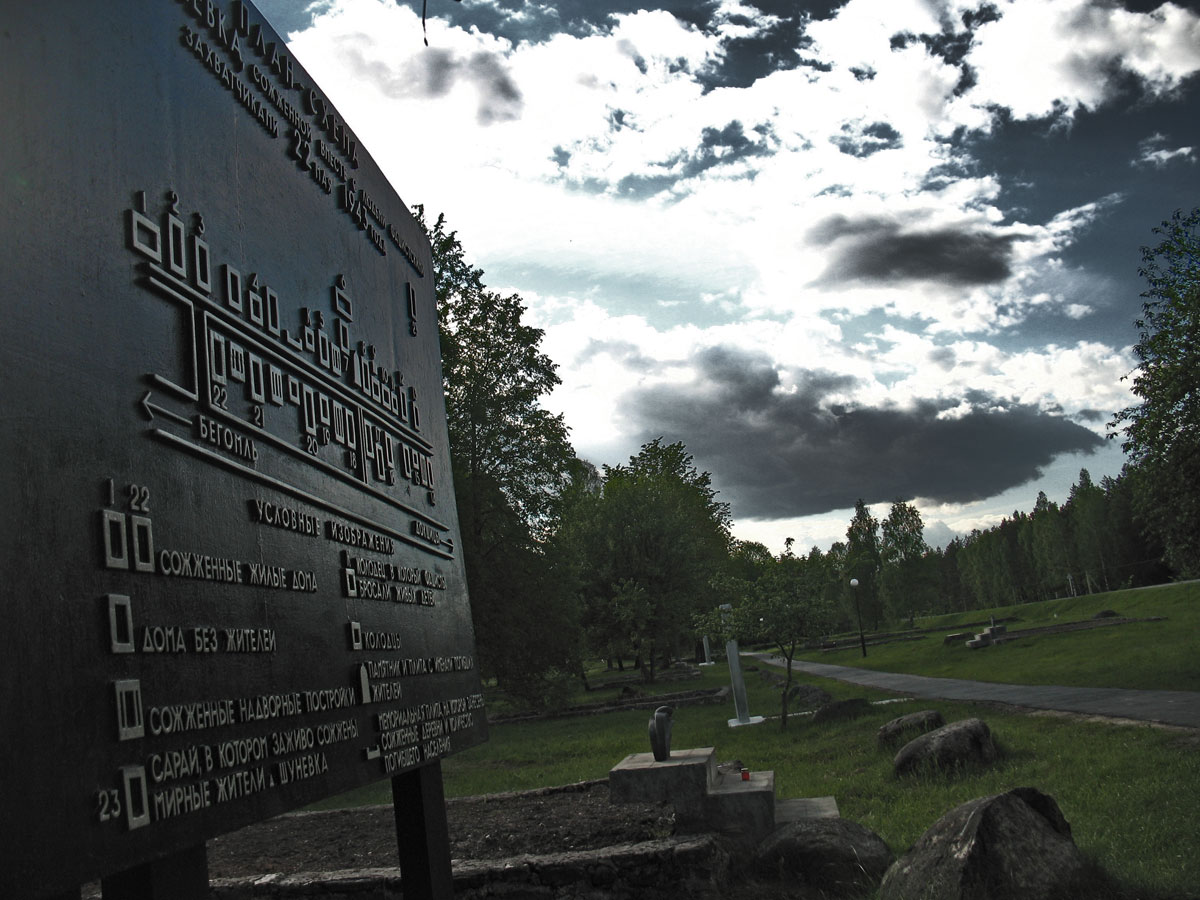